# Unión Popular Búlgara
La Unión Popular Búlgara (en idioma búlgaro, Български народен съюз o Bălgarski Naroden Săjuz, BNS) es una coalición política de Bulgaria de orientación centroderechista, formada por la Unión Popular Agraria Búlgara-Unión Popular (Bălgarski Zemedelski Naroden Săjuz-Naroden Săjuz), la Organización Revolucionaria Interior Macedonia – Movimiento Nacional Búlgaro (Vătrešna Makedonska Revoljucionna Organizacija-Bălgarsko Nacionalno Dviženie) y la Unión de Demócratas Libres (Săjuz na svobodnite demokrati) y que se presentó a las elecciones legislativas búlgaras de 2005, en las que obtuvo 189,268 votos (5,2 %) y 13 escaños. Su líder era el alcalde de Sofía, Stefan Sofiansky; desde 2006 se vio envuelto en varios casos de corrupción y poco después se disolvió.
- Datos: Q834030